# Pantserhouwitser

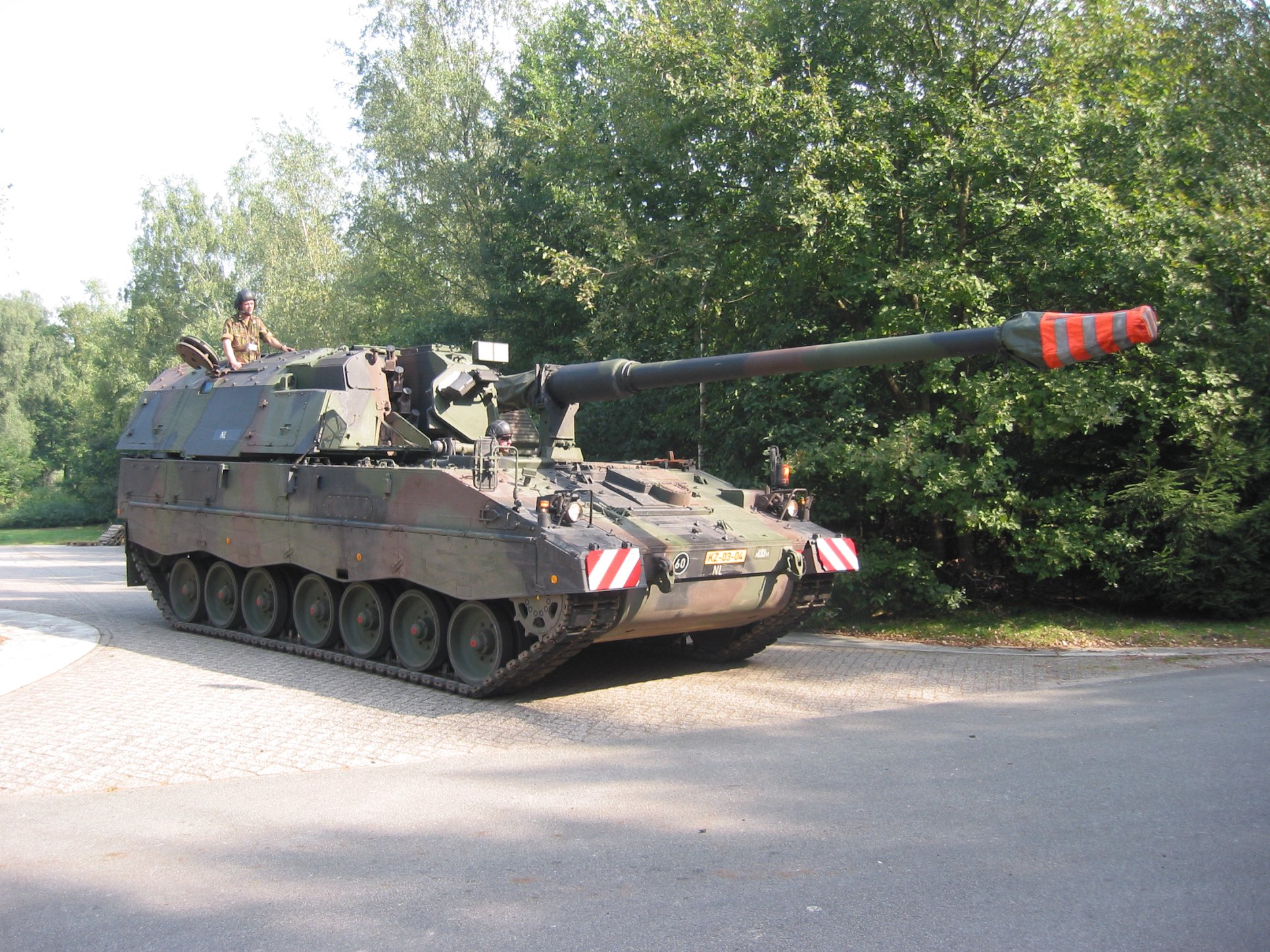
Pantserhouwitser 2000 (Panzerhaubitze 2000)

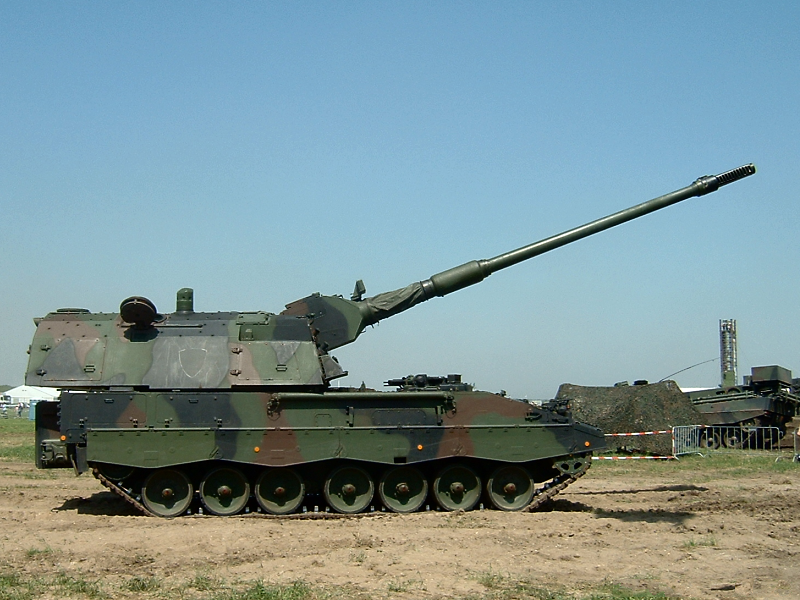
Moderne artillerie: de Panzerhaubitze 2000, onder andere gebruikt door Nederland en Duitsland

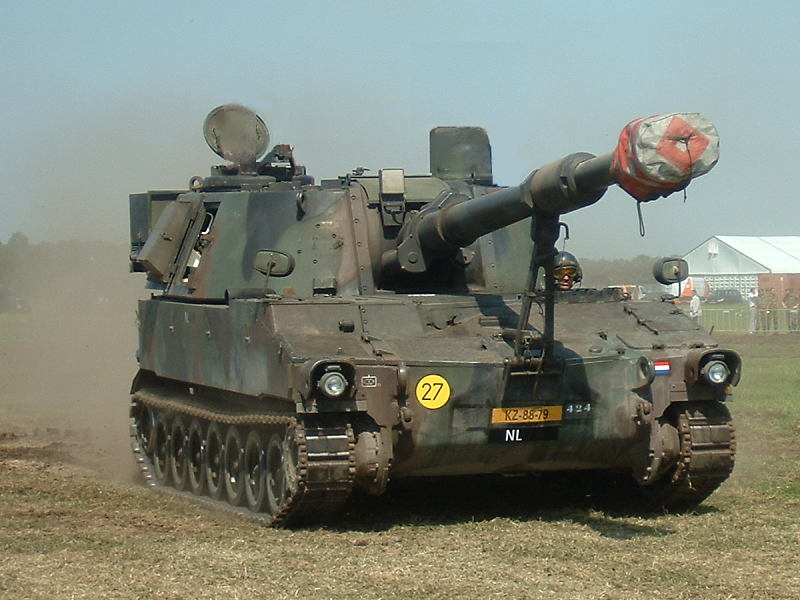
M109 van de Koninklijke Landmacht

Een pantserhouwitser is een pantservoertuig dat uitgerust is met een houwitser. Het is een vorm van gemechaniseerde artillerie. Het kan een pantserwagen zijn of een rupsvoertuig. Het kan zowel een koepel hebben als een kazematopbouw. Het moet onderscheiden worden van zowel de tank als het gemechaniseerd geschut.

## Ontwikkeling
Hoewel gemechaniseerde artillerie al tijdens de Eerste Wereldoorlog ontwikkeld is, werden de eerste echte pantserhouwitsers pas in de Tweede Wereldoorlog ontworpen op basis van tankchassis. De belangrijkste voorbeelden zijn de Duitse SiG33, Wespe en Hummel. Voor de Duitse Blitzkrieg was het van eminent belang dat de oprukkende pantserdivisies snel door hun ondersteunende artillerie gevolgd konden worden. Door motorvoertuigen getrokken artillerie vormt daarbij al een hele verbetering ten opzichte van paardentractie, maar alleen geschut dat onmiddellijk gevechtsklaar is, kan voldoende snel reageren op de zich snel wijzigende toestand aan het front. Rupsvoertuigen zijn daarvoor onontbeerlijk, maar waren juist in de beginjaren nauwelijks voorhanden. Hun taak werd – met wisselend succes – dus maar overgenomen door de vele Duitse (duik)bommenwerpers. Pas toen nazi-Duitsland in de verdediging gedrongen werd, kon het beschikken over grotere aantallen pantserhouwitsers die een zeer zware tol eisten van de aanvallende geallieerde infanterie. Omdat ze niet in voldoende mate gespecialiseerd personeel kon opleiden, zag de Sovjet-Unie af van de massaproductie van zulke wapens. De westelijke geallieerden produceerden echter de Amerikaanse M7 Priest met 105 mm houwitser en de Britse Sexton met het 25-ponderkanon.
Na de oorlog werden alle legers bijna volledig gemechaniseerd. Het Westen begon in dat kader met de aanschaf van grote aantallen pantserhouwitsers. Toch zou het nog lang duren voordat alle getrokken artillerie was uitgefaseerd: eigenlijk wordt dat proces pas voltooid door het inkrimpen van de legers na het eind van de Koude Oorlog. Vooral de Sovjet-Unie zou nog lang de oudere kanonnen blijven toewijzen aan mobiliseerbare eenheden. De belangrijkste pantserhouwitser blijft daardoor de Amerikaanse M-109 uit de jaren zestig.

## Tactische functie
Op het eerste gezicht lijkt een pantserhouwitser vaak sterk op een tank. In beide gevallen gaat het dan om een gepantserd rupsvoertuig met een draaibare koepel die voorzien is van een groot kanon. Toch is hun functie zeer verschillend. De tank moet in onmiddellijk gevechtscontact met de vijand direct vuur uitbrengen. Hij is daarom zwaar gepantserd (de vijand zal immers terugschieten) en gewapend met een vlakbaangeschut met zeer hoge aanvangssnelheid zodat hij met grote precisie het doel met een enkel schot kan vernietigen. De pantserhouwitser daarentegen bevindt zich ver achter de frontlijn en gebruikt krombaangeschut. Met raketgranaten kan hij tot veertig kilometer afstand indirect vuur uitbrengen. Normale brisantgranaten tegen infanterie werpt hij nog altijd 26 kilometer ver. Als alles goed gaat, zal hij nooit een vijand zien. Mocht die echter onverhoopt toch te dichtbij komen, gaat de pantserhouwitser in dekking en bestookt de tegenstander in een zeer kromme baan met bijna recht omhooggeschoten granaten. Daarom is het geschut, anders dan bij de tank, inderdaad een houwitser met grote elevatie. Maar zo'n situatie is uitzonderlijk. Bij de nieuwe generatie pantserhouwitsers is weliswaar in dergelijke gevallen verdediging mogelijk door het vuren in directe richting, net als bij een tank, maar de vuursnelheid, munitie, bepantsering en beweeglijkheid van de pantserhouwitser zijn echter nog steeds inferieur aan die van een tank, zodat een directe confrontatie vermeden wordt. De typische gevechtsafstand is ongeveer tien kilometer. Hoewel het vuur zeer nauwkeurig op het doel gelegd kan worden – de helft van de granaten valt in een ovaal met een lengte van drie promille en breedte van twee promille van de afstand – moeten toch meerdere granaten afgeschoten worden om een voldoende uitwerking te bereiken. Eigenlijk zouden die zo licht mogelijk moeten zijn zodat er geen munitietekort ontstaat ondanks een hoog vuurtempo. Maar de vijandelijke batterijen zullen via hun radarsystemen al snel de locatie van de eigen batterij bepaald hebben en gaan dan tegenvuur afgeven. Al na een beperkt aantal schoten – wat meer als er een automatische lader ingebouwd is – moet de pantserhouwitser dus verkassen, want hij is zelf maar licht gepantserd. Daarom is juist gekozen voor een zo zwaar mogelijk kaliber: typisch 155 mm, veel hoger dan bij enige moderne tank. Zulke zware granaten hebben het voordeel dat ze bij een voltreffer een vernietigend effect hebben – en zullen als ze missen, althans het moreel van de vijand slopen. Om het effect per schot te verhogen, bestaat er tegenwoordig clustermunitie, met naar keuze pantserdoorborende ladingen of antitankmijnen. Eerder kwamen de Amerikanen met de Copperhead, een door houwitser af te vuren lasergeleide antitankraket. Al in de vroege jaren zestig echter kwam een gevechtskop beschikbaar die het logisch eindpunt vormt van deze ontwikkeling: het door de pantserhouwitser af te schieten licht tactisch nucleair wapen.